# Liste der Einträge im National Register of Historic Places im Cedar County (Missouri)

Lage des Cedar County in Missouri

Die Liste der Einträge im National Register of Historic Places im Cedar County in Missouri führt die Bauwerke und historischen Stätten im Cedar County auf, die in das National Register of Historic Places aufgenommen wurden.

## Legende
| NRHP | Historic Place    |
| HD   | Historic District |

## Aktuelle Einträge
| [ 3 ] | Name                              | Bild                              | Eintragsdatum        | Lage                                                        | Ort             | Beschreibung              |
| ----- | --------------------------------- | --------------------------------- | -------------------- | ----------------------------------------------------------- | --------------- | ------------------------- |
| 1     | Caplinger Mills Historic District | Caplinger Mills Historic District | 1993 ID-Nr. 93000903 | Washington Avenue und Sac Road 37° 47′ 51″ N, 93° 48′ 21″ W | Caplinger Mills |                           |
| 2     | Montgomery Archeological Site     |                                   | 1978 ID-Nr. 78001639 | Adresse nicht veröffentlicht                                | Stockton        | Archäologische Fundstätte |
| 3     | Stockton Community Building       | Stockton Community Building       | 1998 ID-Nr. 98001502 | Spring Street Ecke Morth Street 37° 42′ 0″ N, 93° 47′ 46″ W | Stockton        |                           |